# Prix Peter-Henrici
Le prix Peter-Henrici est un prix attribué conjointement par l'École polytechnique fédérale de Zurich et la Society for Industrial and Applied Mathematics (SIAM), pour des travaux originaux analyse appliquée et en analyse numérique, et aussi pour des ouvrages d'exposition sur ces thèmes.

## Principe
Le prix Peter-Henrici est décerné conjointement par l'Eidgenössische Technische Hochschule-Zürich (ETH Zurich) et la Société pour les mathématiques industrielles et appliquées (SIAM). Le prix est attribué pour des contributions originales à l'analyse appliquée et l'analyse numérique et ou pour une présentation appropriée pour les mathématiques appliquées et l'informatique scientifique. Le prix vise à reconnaître les contributions larges et étendues sur ces sujets, plutôt qu'un travail pointu, même exceptionnel.

## Description
Le prix est quadriennal. Il consiste en un certificat contenant la citation et un prix en argent d'environ 5 000. Le lauréat est choisi par un comité du prix, composé de quatre membres deux membres choisis par la SIAM et deux autres par l'ETH Zurich. Il n'y a pas de restriction à l'admissibilité d'une soumission.

## Remise du prix
Le prix est remis, tous les quatre ans, lors de l'« International Congress on Industrial and Applied Mathematics » (ICIAM) (ICIAM) ou à l'assemblée annuelle de la SIAM. La présentation du prix est faite par le président du SIAM ou le président du comité du prix. Le destinataire peut être invité à présenter un exposé lors du congrès et être encouragé à soumettre un article à la Revue SIAM.

## Lauréats
Lé récipiendaires du prix Peter-Henrici sont :
- 1999 : Germund Dahlquist
- 2003 : Ernst Hairer et Gerhard Wanner
- 2007 : Gilbert Strang
- 2011 : Bjorn Engquist
- 2015 : Eitan Tadmor[2]
- 2019 : Weinan E[3],[4]
- 2023 : Douglas Arnold[5].